# Bomaanslag in Ankara op 10 oktober 2015
Op 10 oktober 2015 om 10:05 lokale tijd vond in de Turkse hoofdstad Ankara de dodelijkste bomaanslag in de geschiedenis van Turkije plaats. Nabij het station Ankara Centraal vonden twee explosies plaats te midden van honderden mensen die zich aan het verzamelen waren voor een demonstratie. De demonstratie was aangekondigd als een grote vredesmars tegen het geweld van het Turkse leger en de Koerdische Arbeiderspartij (PKK), dat het land al maanden in zijn greep hield. De mars werd georganiseerd door de Turkse vakbonden KESK en DİSK, en de kamers van Architecten en Ingenieurs en Medici. De linkse politieke partij HDP ondersteunde de demonstratie. De aanslag vond plaats dicht bij het hoofdkantoor van de Turkse inlichtingendienst MİT.
Een video van de explosie verscheen al snel op sociale media, net zoals gebeurde na de bomaanslag in Suruç, die nog geen drie maanden eerder plaats had. Volgens ooggetuigen zou de politie al voor de medische diensten zijn gearriveerd, en zouden zij traangasgranaten en rubberkogels hebben afschoten richting de aanwezigen. Foto's van slachtoffers in wolken van traangas circuleerden ook op sociale media.

## Verdachten

### Verdenkingen
De leider van de HDP, Selahattin Demirtaş, zei dat de aanslag exact overeenkwam met eerdere aanslagen in Suruç en Diyarbakir, gepleegd door sympathisanten van Islamitische Staat (IS). De bommen gingen midden in de HDP-groep af, wat er volgens Demirtaş op wees dat zij het hoofddoelwit waren van de aanslag. De HDP houdt de AKP-regering verantwoordelijk voor de aanslagen. Volgens de leider van de nationalistische partij MHP is de terreur te wijten aan een inconsistent buitenlandbeleid ten aanzien van terroristische organisaties (een verwijzing naar de vermeende steun van de AKP voor terreurbewegingen als IS).
Volgens de Turkse premier Davutoğlu zijn de potentiële verdachten Islamitische Staat, de PKK en het Revolutionair Volksbevrijdingsleger (DHKP-C). Geen van deze partijen claimde echter de aanslag, en de laatste twee organisaties richten hun geweld meestal tot de staat, en in ieder geval niet tot deels ideologisch verwante linkse bewegingen. De verdenkingen richten zich echter al snel volledig op de Islamitische Staat. De AKP bleek al langer een lijst van potentiële zelfmoordterroristen te hebben. Toen premier Davutoğlu hierover een vraag kreeg maakte hij een bijzonder ondoordachte opmerking: "Verdachte terroristen worden geregistreerd. We kunnen echter niets ondernemen tot ze een criminele daad begaan". De uitspraak van de premier leidde tot grote ophef; velen vroegen zich af hoe een terrorist kan worden gearresteerd na zijn zelfmoord. Volgens veel Turken worden burgers voor een enkele kritische zin over Erdogan opgesloten, terwijl terroristen hun gang kunnen gaan.
Veel partijen in Turkije wezen in verband met de aanstaande verkiezingen op 1 november 2015 in de richting van de staat als mogelijke dader.
Volgens de minister van water- en bosbeheer, Veysel Eroğlu, zou de HDP de aanslag zelf hebben georganiseerd om stemmen te trekken.
De dag voor de aanslag gaf de veroordeelde maffiabaas Sedat Peker een toespraak in Rize, de stad waar de familie van Erdogan vandaan komt. Peker had de bijeenkomst samen met lokale radicale geestelijken georganiseerd tegen de PKK. Tijdens zijn toespraak zei hij onder andere dat "Ze [de PKK] begrijpen het pas als overal rivieren van hun bloed stromen." Tevens gaf Peker het advies voor de AKP te stemmen, en bedreigde hij critici van president Erdogan. De openbaar aanklager van de provincie Rize maakte bekend dat het een onderzoek was gestart naar de uitspraken van Peker. Honderden extreemrechtse jongeren, die Peker zien als een soort heilige, woonden de bijeenkomst bij. Vanuit de MHP en de Grijze Wolven kreeg Peker kritiek op zijn uitlatingen. De voorzitter van de MHP in Rize noemde het een voorbeeld van hoe onder de AKP de maffia samenwerkt met de staat.

### Onderzoek
Uit forensisch onderzoek bleek dat een van de daders een man tussen de 25 en 30 jaar oud was. Verdenkingen gingen al snel uit richting Yunus Emre Alagöz, de oudere broer van de zelfmoordterrorist Abdurrahman Alagöz die zich enkele weken eerder in Suruç opblies. De politie maakte de namen bekend van enkele IS-leden die recent uit Syrië waren teruggekeerd en mogelijk verband hielden met de aanslag. Alagöz stond ook op deze lijst. De dag na de aanslag werden 14 terroristen van IS gearresteerd. Op 14 oktober werd door de Turkse politie bekendgemaakt dat het inderdaad Alagöz betrof, die zich samen met ene Ömer Deniz Dündar zou hebben opgeblazen. Beide namen kwamen voor op de lijst met potentiële zelfmoordterroristen die na de aanslag op sociale media circuleerde. De vader van Alagöz beweerde dat hij zijn zoon had aangegeven, maar dat de politie hem na een kort verhoor weer liet gaan. Ook de vader van de tweede verdachte zou de politie herhaaldelijk hebben gesmeekt om zijn zoon in de gevangenis op te sluiten. De chefs van de politie, inlichtingen- en veiligheidsdiensten van Ankara werden op non-actief gesteld. Hoewel van beide personen bekend is dat zij zich bij Islamitische Staat hadden aangesloten, en ten minste een van de twee meerdere malen Syrië had bezocht, beweerde premier Davutoğlu dat ze best wel voor de Koerdische PKK zouden kunnen hebben geopereerd. IS en de PKK zijn echter al geruime tijd in oorlog met elkaar.

## Reacties

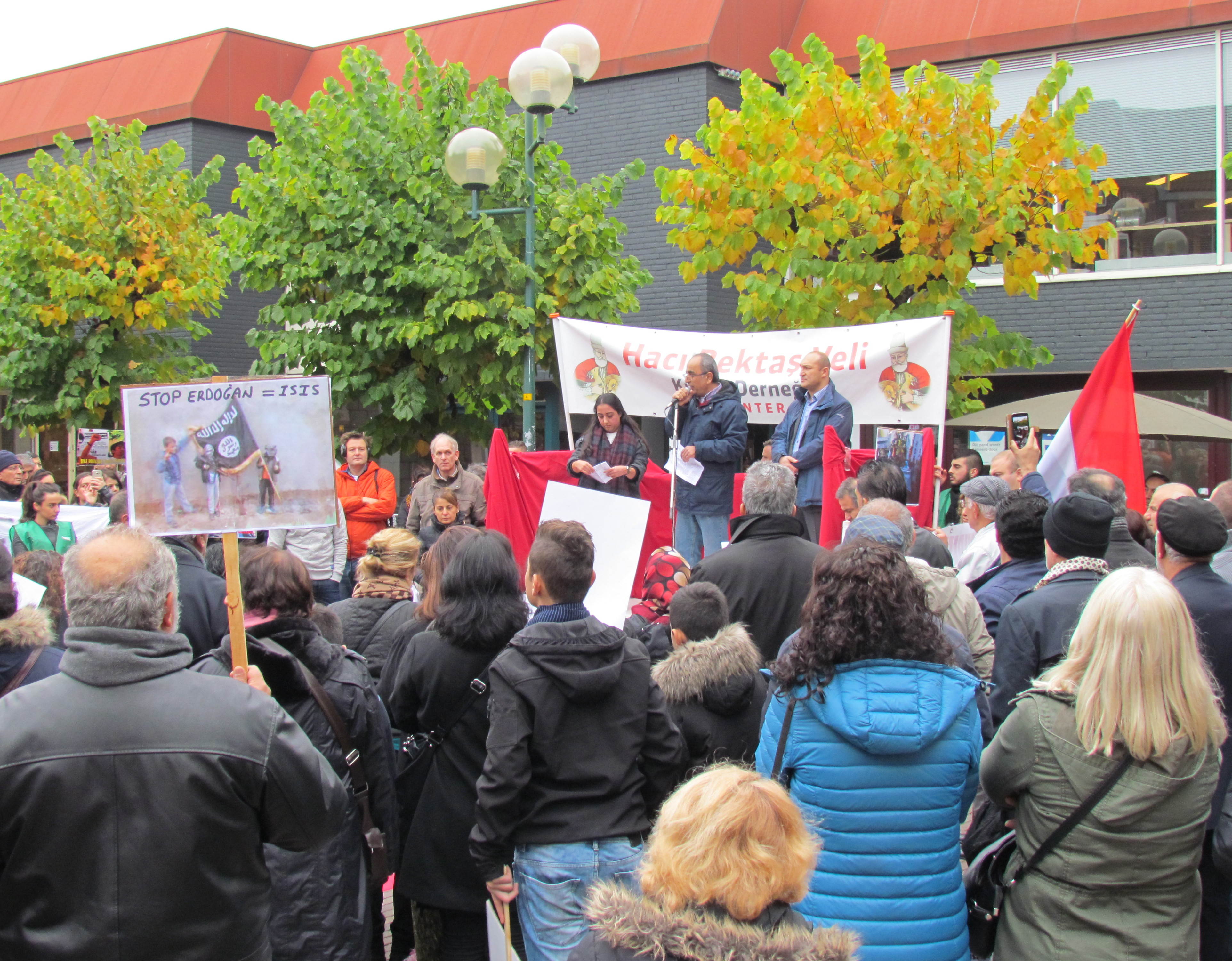
Herdenkingsdemonstratie in Deventer, Nederland naar aanleiding van de aanslag

Premier Davutoğlu kondigde drie dagen van nationale rouw af, niet enkel voor de slachtoffers in Ankara, maar tevens voor alle slachtoffers van terreur. Alle politieke partijen braken hun politieke campagnes voor de landelijke verkiezingen af. De zogenaamde "nationale eenheid", waar de AKP-politici na de aanslag van spraken, was niet oprecht; Davutoğlu nodigde politieke partijen uit tot een dialoog, maar nodigde de HDP niet uit, terwijl veel van de slachtoffers juist actief waren voor deze linkse partij. De HDP werd voorafgaand aan de aanslag al maandenlang dagelijks beledigd en bedreigd met opheffing door president Erdogan en premier Davutoğlu. Hoewel er drie dagen van nationale rouw waren afgekondigd mocht er van de Turkse overheid geen herdenking plaatsvinden op de locatie van de aanslag. Een zwaarbewapend politiecordon hield de rouwstoet tegen. Op de tweede dag van nationale rouw werd de bomlocatie zonder ceremonie of toegewezen gedenkplaats weer vrijgegeven voor het drukke verkeer van de stad. Stadsbussen reden over de bloemen heen. Een AKP-minister noemde de slachtoffers provocateurs, die hun dood aan zichzelf te wijten hadden. Een herdenkingsmars in Istanbul werd verboden.
De rechtse MHP hield net zoals de linkse HDP de regering verantwoordelijk voor de aanslag.
De PKK maakte na de aanslag bekend een eenzijdig bestand af te kondigen tot de Turkse verkiezingen van 1 november. Dit bestand zou gelden zolang de PKK-strijders niet werden aangevallen. De dag na de aanslag voerde de Turkse luchtmacht echter alweer bombardementen op PKK-stellingen uit in Noord-Irak en in het Turkse zuidoosten. Een Turkse gezagvoerder noemde het eenzijdige staakt-het-vuren "betekenisloos". Volgens Turkse bronnen zouden tientallen PKK-strijders zijn gedood. De PKK gaf ondanks de bombardementen aan zich aan het eenzijdig bestand te zullen blijven houden.
Vakbonden en studenten organiseerden een tweedaagse staking voor de rouw.
De Turkse overheid verbood het uitzenden van de videobeelden van de aanslag. Ook sociale media als Twitter en Facebook werden gedeeltelijk geblokkeerd. Ook alle verslaggeving over de aanslag zou (op tijdelijke basis) zijn verboden door de Turkse media-autoriteit RTÜK. Geen enkele zender gaf hier echter gehoor aan. De opgelegde mediastiltes zijn een standaard procedure geworden na grote rampen onder AKP-bewind, maar dit was de eerste keer dat media zich hier massaal niet aan hielden.